# T Delphini
T Delphini är en pulserande variabel av Mira Ceti-typ i stjärnbilden Delfinen. 
Stjärnan varierar mellan magnitud +8,5 och 15,2 med en period av 332,02 dygn.